# کاخ سفید قرقیزستان
کاخ سفید ساختمان دفتر ریاست‌جمهوری قرقیزستان است و در بیشکک واقع شده است. کاخ سفید در جریان انقلاب لاله‌ها در سال ۲۰۰۵ و در شورش‌های قرقیزستان در سال ۲۰۱۰ محل شورش‌ها بود. در جریان شورش‌های سال ۲۰۱۰، آتش‌سوزی رخ داد و به بخش‌هایی از ساختمان آسیب رساند و نسخه‌های چاپی بسیاری از اسناد دولتی را از بین برد.
ساختمان کاخ سفید هفت طبقه است و به سبک مدرن استالینیستی ساخته شده است و نمونه‌ای از ساختمان گاسپلن در مسکو است. نمای بیرونی این ساختمان از سنگ مرمر است. در جلوی ساختمان تخت بزرگی از گل‌های قرمز وجود دارد که نشان‌دهنده روابط شوروی این کشور است.
این ساختمان در سال ۱۹۷۶ به‌عنوان مقر کمیته مرکزی حزب کمونیست به بهره‌برداری رسید. ساخت این ساختمان ۸ سال به طول انجامید و عاقبت در سال ۱۹۸۵ پایان یافت. ظاهراً در این ساختمان است که عسکر آقایف به مطالعه «وضعیت» در زمان فروپاشی کمونیسم پرداخته است.
گفته می‌شود که یک مجموعه زیرزمینی در زیر میدان آلا تو (میدان لنین سابق) وجود دارد که از طریق مجموعه‌ای از تونل‌های زیرزمینی به کاخ سفید متصل است.

## انقلاب ۲۰۱۰
در سال ۲۰۱۰، این ساختمان به مرکز انقلاب علیه رئیس‌جمهور قربان‌بیگ باقی‌یف تبدیل شد که از آن به‌عنوان مقر اداری خود استفاده می‌کرد.
در ۷ آوریل، معترضان در بیشکک میدان آلا تو را شلوغ و کاخ سفید را محاصره کردند. پلیس ابتدا از روش‌های غیرکشنده مانند گاز اشک‌آور استفاده کرد اما پس از اینکه دو کامیون سعی کردند دروازه را بشکنند، از گلوله جنگی استفاده شد. در درگیری متعاقب آن تقریبا ۹۰ معترض کشته شدند.
پس از فروکش کردن اعتراضات، این ساختمان به تصرف دولت موقت درآمد. در پی اغتشاشات مشخص شد که آتش‌سوزی در ساختمان باعث از بین رفتن پرونده‌های موجود در آن شده است. این تخریب محاکمه رئیس‌جمهور سابق قربان‌بیگ باقی‌یف را پیچیده کرد و در سال ۲۰۱۳ او به‌طور غیابی به ۲۴ سال حبس محکوم شد.